# Wリーグオールスター

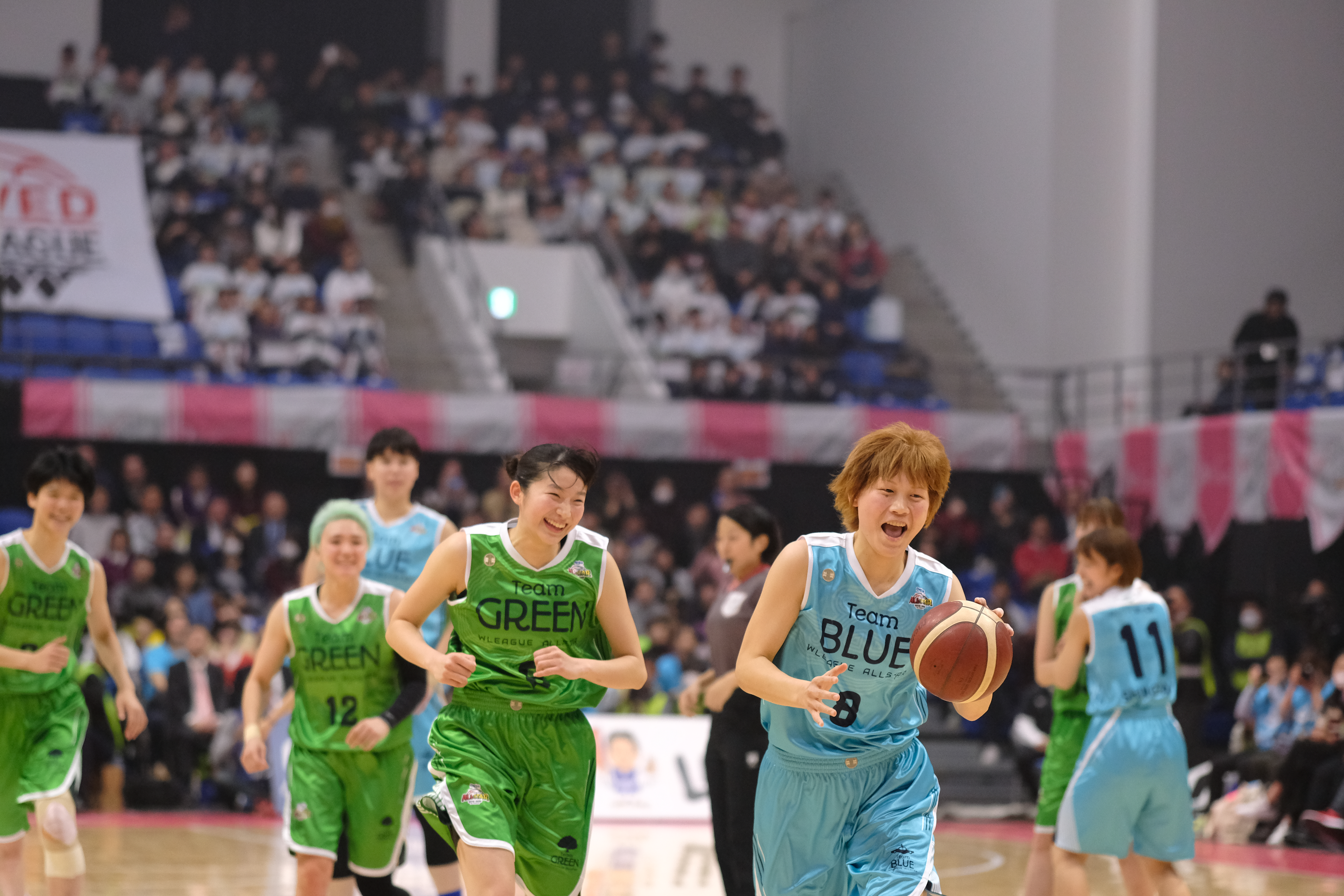
Wリーグオールスター2019-20

Wリーグオールスター（W LEAGUE All-Star）は、バスケットボール女子日本リーグ（WJBL）が主催する試合である。

## 歴史
日本女子バスケットボールのトップリーグにおけるオールスター戦はバスケットボール日本リーグ（旧JBL）が女子も統括していた時代に男子と合わせて開かれていた。
その後、旧JBLからWJBLが独立してからは「WJBLオールスターファン感謝デー」のプログラムとして組み込まれていたが、2002年を最後に終了。
WJBL会長に斎藤聖美が就任した2015-16シーズンより13年ぶりにWJBLオールスターを復活させる。Wリーグ所属チームを東西に分けて、ファン投票によって選ばれた選手とリーグ推薦選手で構成される。
2017-18シーズンより「WJBL」と「Wリーグ」の呼称を明確に使い分け始め(WJBLは運営機構、リーグがWリーグ)、その一環で「Wリーグオールスター」となる。
2019-20シーズンよりチーム分けの方式が変わった

## 大会概要
- 主催：公益財団法人日本バスケットボール協会/一般社団法人バスケットボール女子日本リーグ
- 主管：開催地チーム運営法人
- 特別協賛：デンカ（2015-16・2016-17・2019-20）、三井不動産（2017-18）、ブロンコビリー（2020-21・2021-22）、京王観光（2022-23）、春日井製菓（2023-24）

### チーム分け
2018-19までは単純に東西で分けていたが、2019-20以降は東西の枠にこだわらないチーム分けになった。
まずファン投票により東西各チーム5名ずつ選抜。続いて東西最多得票獲得選手各1名をキャプテンとし、キャプテン以外の選抜選手選手8名からドラフト指名によりチーム分けを行う。そして各チームにリーグ推薦選手数名とTwitter投票選出選手1名をそれぞれ加えてチームが結成される。
- 東：ENEOSサンフラワーズ、富士通レッドウェーブ、新潟アルビレックスBBラビッツ、東京羽田ヴィッキーズ、日立ハイテク クーガーズ
- 西：デンソーアイリス、トヨタ自動車アンテロープス、シャンソン化粧品シャンソンVマジック、三菱電機コアラーズ、トヨタ紡織サンシャインラビッツ、アイシン ウィングス

## 歴代大会結果
最多優勝は、EAST（GREEN）の3回。
| 年      | 月日           | 会場                       | 勝者     | スコア       | 敗者      | MVP          | MIP          |
| ------- | -------------- | -------------------------- | -------- | ------------ | --------- | ------------ | ------------ |
| 2015-16 | 2016年1月16日  | アオーレ長岡               | EAST     | 85-78        | WEST      | 出岐奏       | 大神雄子     |
| 2016-17 | 2017年1月14日  | アオーレ長岡               | WEST     | 88-86        | EAST      | 髙田真希     | 渡嘉敷来夢   |
| 2017-18 | 2017年12月16日 | 大田区総合体育館           | EAST     | 101-82       | WEST      | 渡嘉敷来夢   | 大神雄子     |
| 2018-19 | 2018年12月29日 | 大田区総合体育館           | WEST     | 97-87        | EAST      | 馬瓜エブリン | 渡嘉敷来夢   |
| 2019-20 | 2020年1月19日  | アリーナ立川立飛           | GREEN    | 101-90       | BLUE      | 馬瓜エブリン | 髙田真希     |
| 2020-21 | （中止）       | （中止）                   | （中止） | （中止）     | （中止）  | （中止）     | （中止）     |
| 2021-22 | 2022年5月5日   | 国立代々木競技場第二体育館 | 原宿     | 92-86 （OT） | 渋谷      | 三好南穂     | 篠崎澪       |
| 2022-23 | 2023年4月29日  | 有明アリーナ               |          |              |           |              |              |
| 2022-23 | 2023年4月30日  | 有明アリーナ               | SUNRISE  | 88-87        | STARLIGHT | 髙田真希     | 林咲希       |
| 2023-24 | 2024年5月4日   | エントリオ                 | 東軍     | 103-98       | 西軍      | 宮崎早織     | 馬瓜エブリン |
| 2024-25 | 2025年5月6日   | 国立代々木競技場第二体育館 | 原宿     | 107-78       | 渋谷      | 宮澤夕貴     | 東藤なな子   |